# Motel (Schilde)
Die Motel ist ein 40 Kilometer langer Nebenfluss der Schilde im Westen Mecklenburgs.
Der Name Motel stammt vom altslawischen Wort motiti se für sich lebhaft bewegen ab.
Sie entspringt südlich des zur Gemeinde Wittendörp gehörenden Ortsteils Harst am Westhang der Erhebung Vorderster Berg (56,4 m ü. NHN), nahe der A 24. Von dort an verläuft sie zunächst in nördlicher Richtung. Westlich von Hülseburg bildet sie zuerst die westliche Grenze eines Mischwaldgebietes, danach wird ein Bruchwald mit feuchten Untergründen durchflossen. Zwischen Luckwitz und Schossin knickt der kleine Fluss nach Westen ab und durchfließt in der Folge Dreilützow, wo sich die Fließrichtung nach Südwesten ändert. Mit Wittenburg wird die einzige Stadt am Flusslauf erreicht. Danach fließt die Motel westlich an Ziggelmark vorbei und unterquert die Autobahn 24. Hier beginnt das 585 Hektar große Landschaftsschutzgebiet Schilde- und Motelniederung. Nach einer kurzen Strecke, in der der Fluss Mäander ausbildet, werden Lehsen und nachfolgend ein Nadelwaldgebiet durchflossen. Im Vellahner Ortsteil Camin mündet die Motel in die Schilde.

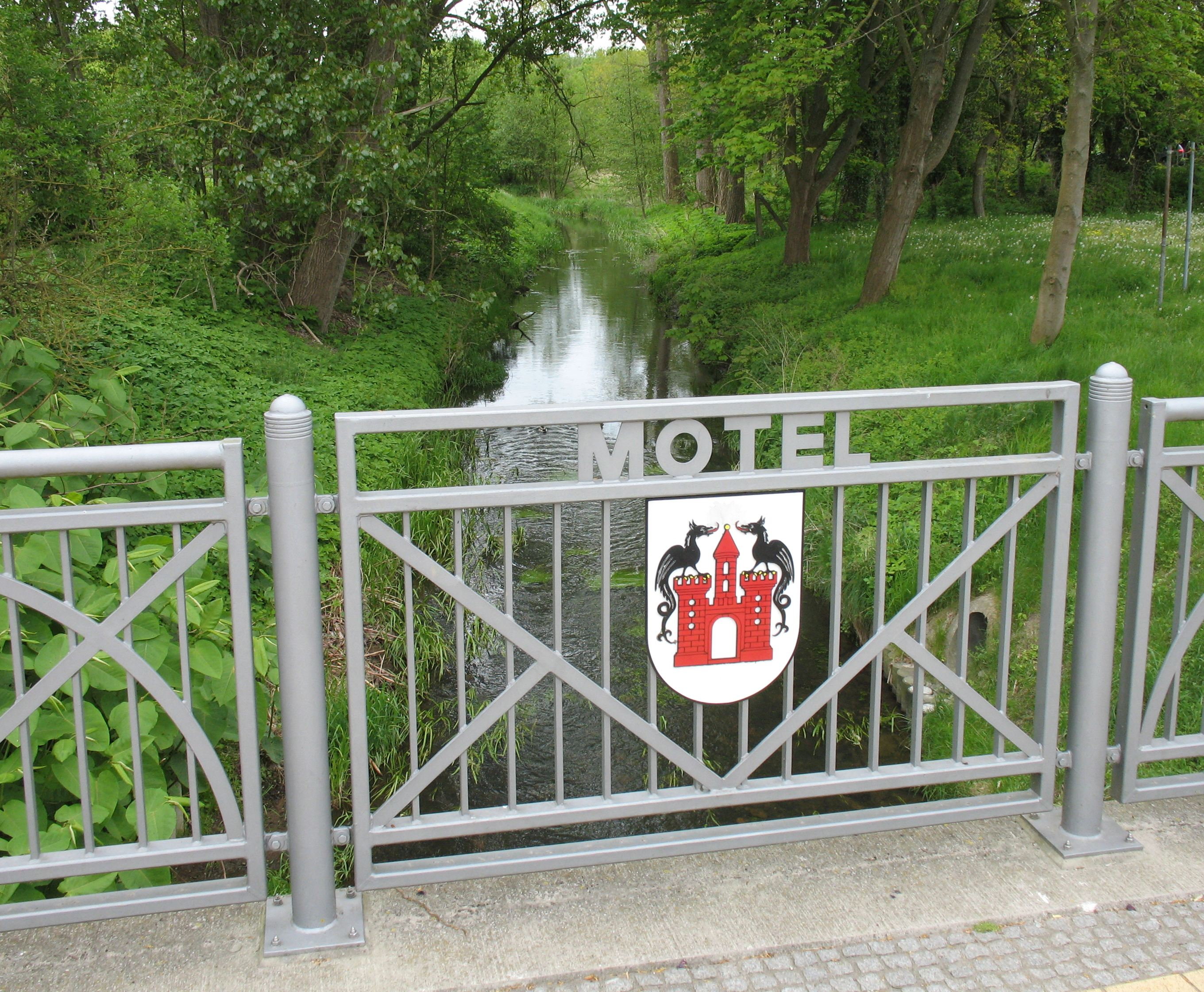
Motelbrücke mit dem Wittenburger Wappen

Auf dem 40 Kilometer langen, mehrheitlich durch landwirtschaftliche Nutzfläche führenden Flusslauf wird ein Höhenunterschied von etwa 29 Metern überwunden. Das Einzugsgebiet der Motel beträgt 328 km². Zuflüsse sind der Nagelsbach und Entwässerungsgräben. Die Motel entwässert über Schilde, Schaale, Sude und Elbe in die Nordsee.
Die in die Schilde mündende Motel steht in keinem Zusammenhang mit dem in relativ geringer Entfernung in die Warnow mündenden namensgleichen Fließgewässer östlich des Schweriner Sees.